# Burcu Özberk
Burcu Özberk (Eskişehir, 11 de diciembre de 1989) es una actriz turca.

## Biografía
Su hermana es violinista. Además, Burcu Özberk se fue a estudiar violín al Departamento de Música del Conservatorio Estatal para la escuela primaria.  Se graduó del departamento de teatro del Conservatorio Estatal de la Universidad de Hacettepe. 
Su debut televisivo fue en 2013, en la serie histórica Muhteşem Yüzyıl, donde interpretó el personaje de Huricihan Sultan. Su avance se produjo con su papel de Nazlı Yılmaz en la serie juvenil Güneşin Kızları. Hizo su debut cinematográfico con la película histórica Direniş Karatay, que ganó el premio Türkiye Gençlik a la mejor actriz. También participó en varias obras en el escenario Tatbikat del Erdal Beşikçioğlu, incluidas Quills y Woyzeck. 
Tuvo un papel principal en la serie de comedia romántica Şahane Damat. Entre 2017 y 2018, actuó simultáneamente en la serie de comedia Aslan Ailem y en la película para televisión Badem Şekeri.  Más tarde tuvo un papel principal en la serie de comedia romántica Afili Aşk de Kanal D, por la que ganó un premio Golden Butterfly como Mejor actriz de comedia romántica. Luego actuó en la serie dramática Çocukluk con Erdal Beşikçioğlu. Coprotagonizó con İlhan Şen la comedia romántica Aşk Mantık İntikam.

## Filmografía

### Cine
| Año  | Título            | Role         | Notas                                     |
| ---- | ----------------- | ------------ | ----------------------------------------- |
| 2017 | Badem Şekeri      | Ayşe Sarılar | Papel principal, película para televisión |
| 2018 | Dirección Karatay | Türkan Hatun | Papel principal                           |
| 2023 | Rüyanda Görürsün  | Pelín        | Papel principal, Amazon Prime             |

### Televisión
| Año       | Título                   | Role                  | Notas            |
| --------- | ------------------------ | --------------------- | ---------------- |
| 2013–2014 | Muhteşem Yüzyıl          | Huricihan Sultan      | Papel secundario |
| 2015–2016 | Güneşin Kızları          | Nazlı Yılmaz          | Papel principal  |
| 2016      | Şahane Damat             | Melike Sağlam         | Papel principal  |
| 2017–2018 | Aslan Ailem              | Burcu Olgun           | Papel principal  |
| 2019–2020 | Afili Aşk                | Ayşe Özkayalı Yiğiter | Papel principal  |
| 2020      | Çocukluk                 | Ayşegül Esen          | Papel principal  |
| 2021–2022 | Amor, razón, desquitarse | Esra Erten Korfalı    | Papel principal  |
| 2022      | ¿Mascarilla Kimsin Sen?  | Ciervo                | Concursante      |
| 2023      | Kraliçe                  | Deniz Gencer Akça     | Papel principal  |
| 2023      | Ruhun Duymaz             | Ece Çetinel           | Papel principal  |

## Teatro
- Pregunta a Aptalı
- Woyzeck Masalı
- Marqués de Sade
- Los filisteos
- Ayyar Hamza
- Kuş Bakışı Kabare
- Macbeth Abla
- Caperucita Roja y sus amigos